# Struckum
Struckum település Németországban, Schleswig-Holstein tartományban. Lakosainak száma 1005 fő (2023. december 31.).

## Népesség
A település népességének változása:
| Lakosok száma | 766  | 1005 | 1011 | 1018 | 1006 | 1005 |
|               | 1975 | 2017 | 2019 | 2021 | 2022 | 2023 |